# Valeriodes heterocampa
Valeriodes heterocampa là một loài bướm đêm trong họ Noctuidae.